# Irvine (Kentucky)
Irvine è una città degli Stati Uniti d'America, situata nello Stato del Kentucky, nella Contea di Estill, della quale è il capoluogo.